# Żarlinek gromadny
Żarlinek gromadny, żarlinek brzegowiec (Paederus riparius) – gatunek chrząszcza z rodziny kusakowatych i podrodziny żarlinków.
Gatunek ten został opisany w 1758 roku przez Karola Linneusza jako Staphylinus riparius.
Chrząszcz o wydłużonym i lekko wypukłym ciele długości od 7,5 do 8,5 mm. Głowa jest niemal dwukrotnie szersza niż jej długość zmierzona od przedniej krawędzi oka do szyi. W widoku od góry skroń jest półtora raza dłuższa niż oko. Ku tyłowi obrys głowy jest bardzo nieznacznie zwężony. Czułki są smukłe i długie, o zaczernionych wierzchołkach. Żuwaczki są ubarwione żółto. Przedplecze jest co najwyżej nieco węższe od pokryw, o brzegach bocznych nieobrębionych i ku tyłowi zbieżnych. Pokrywy są trochę dłuższe od przedplecza, nierozszerzone ku tyłowi, zaopatrzone w wyraźnie barki. Odnóża mają zaczernione szczyty ud, czerwonożółte golenie i zaczernione wierzchołki poszczególnych członów stóp. Punkty na odwłoku są rozmieszczone gęściej niż u podobnego P. balcanicus.
Owad znany z prawie wszystkich krajów Europy, w tym Polski, a ponadto z Bliskiego Wschodu, wschodniej Palearktyki, Afryki Północnej i nearktycznej Ameryki Północnej. Zasiedla błotniste pobrzeża wód, torfowiska, podmokłe łąki, olsy i lasy łęgowe. Bytuje wśród mchów, pod opadłymi liśćmi i innymi szczątkami roślinnymi. Na zimowiska wybiera stanowiska suchsze, jak obrzeża łąk czy ściółka wokół pni olch i pod krzewami wierzb. W miejscach tych potrafi się zgromadzić nawet kilka do kilkunastu tysięcy osobników.